# Allochrostes biornata
Allochrostes biornata är en fjärilsart som beskrevs av Louis Beethoven Prout 1913. Allochrostes biornata ingår i släktet Allochrostes och familjen mätare. Inga underarter finns listade i Catalogue of Life.